# Линден, Арво
Арво Линдер Линден (фин. Arvo Leander Lindén; 27 февраля 1887, Тампере — 18 марта 1941, Хельсинки) — финский греко-римский борец, бронзовый призёр летних Олимпийских игр 1908 года.
На Играх 1908 года в Лондоне Линден соревновался в весовой категории до 66,6 кг. Выиграв три матча, он проиграл в полуфинале, но смог победить во встрече за третье место и получил бронзовую медаль.